# Геология Крыма
Территория Крыма расположена в зоне сочленения центральной части Скифской плиты с зоной Альпийской геосинклинальной складчатой области и в её геологическом строении выделяется несколько крупных районов. Северная часть полуострова Крым расположена в зоне Причерноморской платформенной впадины (Сивашско-Каркинитский прогиб), к югу от которой находится складчатый фундамент Скифской плиты (Крымско-Азовская центральная часть плиты эпигерцинского возраста), занимающий центральную часть полуострова. Южную часть Крыма занимает Горно-Крымская складчатая область.

## Геологическое строение

### Причерноморская впадина
Причерноморская впадина является субширотным прогибом блокового строения, выполненным осадочными породами мезозойско-кайнозойского возраста, мощность которых возрастает в юго-восточном направлении до 6-7 километров в районе Сиваша. На севере впадина граничит с образованиями Украинского кристаллического щита, на западе — с Предкарпатским краевым прогибом, на востоке — с Индоло-Кубанским краевым прогибом. Под осадочными породами впадины залегают платформенные отложения палеозоя и докембрийские образования фундамента Восточно-Европейской платформы. Впадина разделяется локальными синклиналями и антиклиналями на несколько блоков, один из которых, Сивашский вал, образует Перекопский перешеек и разделяет Причерноморскую впадину на собственно Причерноморскую и Азовско-Кубанскую впадины.

### Скифская плита
Центральная часть Крымского полуострова занята центральным сегментом Скифской плиты (Крымско-Азовский сегмент), представляющей собой платформенную область, перекрытую мощным осадочным чехлом отложений песчаников, известняков, мергелей и глин на сланцево-известняковом складчатом фундаменте. Верхнюю часть осадочного чехла занимают лёссовидные суглинки и известняки. Наиболее крупными тектоническими структурами этой области являются хорошо выраженные в рельефе Альминская впадина на западе и Индольская впадина на востоке, между которыми расположено Симферопольское поднятие. Крайнюю восточную часть района занимает Северо-Керченская надвиговая зона.

### Горный Крым
Южная горная часть Крымского полуострова относится к альпийской складчатой области, протянувшейся через южную Европу и Азию и является частью крупного складчатого комплекса, южная часть которого погружена под уровень Чёрного моря. Складки Крымских гор рассечены поперечными разломами, по которым отдельные участки гор были подняты на высоту более 1000 метров. Это движение, периодически вызывающее землетрясения, продолжается и в современную эпоху. В нижней части Крымских гор залегают метаморфизированные глинистые сланцы и песчаники верхнего триаса и нижней и средней юры и эффузивные породы среднеюрского времени. В верхней части находятся отложения верхней юры и нижнего мела, состоящие из песчаников, глин, известняков и мергелей.

## Геологическая история
По результатам исследований палеозойских пород, обнаруженных на глубине более тысячи метров в равнинной части Крыма, предполагается, что в палеозойскую эру на месте равнинного Крыма находился покрытый морем участок земной коры с вулканической деятельностью, в котором также происходило накопление осадочных пород. К концу палеозойской эры вулканическая деятельность прекратилась, море отступило и территория превратилась в горную область, не испытывавшую тектонических движений. В меловом периоде из-за опускания Скифской платформы море вновь заняло территорию Крыма и начался процесс сводового поднятия Горного Крыма. После формирования Альпийско-Гималайского горного пояса территория Крыма вновь стала сушей.

## Полезные ископаемые
См. также Южный нефтегазоносный регион Украины и Керченский железорудный бассейн
Наиболее важным видом полезных ископаемых Крымского полуострова являются железные руды, залежи которых сосредоточены на Керченском полуострове. Из солёных озёр Крыма добываются соли натрия, магния, брома, кальция, также имеются источники с минеральной водой хлоридно-сульфатного состава. Обнаружены несколько месторождений нефти, разработка которых не производится из-за нерентабельности. Из нерудных полезных ископаемых большое значение имеют залежи известняка, кварцевых песков, гипса и глин. В районе Кара-Дага встречаются поделочные камни: горный хрусталь, аметист, цитрин и другие.